# Ayuntamiento de Alfaro
El Ayuntamiento de Alfaro es el organismo que se encarga del gobierno y de la administración del concejo de Alfaro (La Rioja, España). Está presidido por el correspondiente alcalde, actualmente  por Miguel Angel Bayo de Partido Alfaro .

## Sede
La actual sede del Ayuntamiento de Alfaro es el Palacio Abacial.
La sede anterior fue el actual Centro Cultural, Turístico y Medioambiental. Esta fue la casa consistorial hasta el año 2000.Cuando se cambió a la actual Ayuntamiento.

## Órganos del Ayuntamiento de Alfaro
El órgano principal de administración de la localidad es el Pleno del Ayuntamiento. Dicho órgano está formada por 13 concejales de 3 fuerzas políticas distintas.
El gobierno está formado únicamente por el Partido Popular con 8 concejales, consiguiendo estos el 55% en las Elecciones Municipales de 2023. Se inició el 17 de junio de 2023, con la proclamación de María Yolanda Preciado Moreno como alcaldesa (PP). Ocho concejales actúan como concejales de gobierno, es decir, teniendo una Concejalía a su cargo. Asimismo, cuatro de ellos, José Luis Segura del arco, Leyre Marcilla Martínez, Luis Fernando Almazán Moreno y Noelia López Castellano son primer, segundo, tercero y cuatro tenientes de alcalde respectivamente.
Los distintos órganos que componen el ayuntamiento se detallan a continuación:

### Pleno del Ayuntamiento
| Pleno del Ayuntamiento en la Corporación 2023-2027 | Pleno del Ayuntamiento en la Corporación 2023-2027 | Pleno del Ayuntamiento en la Corporación 2023-2027 | Pleno del Ayuntamiento en la Corporación 2023-2027 | Pleno del Ayuntamiento en la Corporación 2023-2027 |
| Partido                                            | Partido                                            | Persona                                            | Cargo/observaciones                                |                                                    |
| Gobierno                                           | Gobierno                                           | Gobierno                                           | Gobierno                                           | Gobierno                                           |
| -------------------------------------------------- | -------------------------------------------------- | -------------------------------------------------- | -------------------------------------------------- | -------------------------------------------------- |
| 1                                                  |                                                    | PP                                                 | María Yolanda Preciado Moreno                      | Alcaldesa de Alfaro                                |
| 2                                                  | María Pilar Almendariz Bayo                        | PP                                                 | Portavoz del Grupo Municipal Popular               |                                                    |
| 3                                                  | Alberto Martínez Pasquier                          | PP                                                 |                                                    |                                                    |
| 4                                                  | Luis Fernando Almazán Moreno                       | PP                                                 |                                                    |                                                    |
| 5                                                  | Leyre Marcilla Martínez                            | PP                                                 |                                                    |                                                    |
| 6                                                  | José Luis Segura del Arco                          | PP                                                 |                                                    |                                                    |
| 7                                                  | Guadalupe López Fernández                          | PP                                                 |                                                    |                                                    |
| 8                                                  | Noelia López Castellano                            | PP                                                 |                                                    |                                                    |
| Oposición                                          |                                                    |                                                    |                                                    |                                                    |
| 9                                                  |                                                    | PSOE                                               | Yolanda Tarragona Gálvez                           | Portavoz del Grupo Municipal Socialista            |
| 10                                                 | María Mercedes Jiménez Garcés                      | PSOE                                               |                                                    |                                                    |
| 11                                                 | Evaristo García Vidal                              | PSOE                                               |                                                    |                                                    |
| 12                                                 | Verónica González Parente                          | PSOE                                               |                                                    |                                                    |
| 13                                                 |                                                    | IU                                                 | Javier López Bozal                                 | Portavoz del Grupo Municipal Izquierda Unida       |

### Concejales de Gobierno y Delegados
| N.º | Partido                      | Partido | Nombre                                                                                      | Cargo               |
| --- | ---------------------------- | ------- | ------------------------------------------------------------------------------------------- | ------------------- |
| 1   |                              | PP      | María Yolanda Preciado Moreno                                                               | Alcaldesa de Alfaro |
| 2   | María Pilar Almendariz Bayo  | PP      | Concejala de Salud y Servicios Sociales                                                     |                     |
| 3   | Alberto Martínez Pasquier    | PP      | Concejal de Juventud, Festejos y Infancia                                                   |                     |
| 4   | Luis Fernando Almazán Moreno | PP      | Tercer teniente de alcaldesa, concejal de Desarrollo Local, Industria y Empleo              |                     |
| 5   | Leyre Marcilla Martínez      | PP      | Segunda teniente de alcaldesa, concejala de Educación, Cultura y Turismo                    |                     |
| 6   | José Luis Segura del Arco    | PP      | Primer teniente de alcaldesa, concejal de Urbanismo y Deportes                              |                     |
| 7   | Guadalupe López Fernández    | PP      | Concejala de Agricultura, Ganadería y Medioambiente                                         |                     |
| 8   | Noelia López Castellano      | PP      | Cuarta teniente de alcaldesa, concejala de Participación Ciudadana, Comercio y Restauración |                     |